# Pierrot Men
 (mars 2025).
Si vous disposez d'ouvrages ou d'articles de référence ou si vous connaissez des sites web de qualité traitant du thème abordé ici, merci de compléter l'article en donnant les références utiles à sa vérifiabilité et en les liant à la section « Notes et références ».
Pierrot Men, de son vrai nom Chan Hong Men Pierrot, né le 21 novembre 1954 à Midongy du Sud à Madagascar, est un photographe malgache, basé à Fianarantsoa.

## Biographie
Pierrot Men, né de père chinois et de mère franco-malgache, vit à Fianarantsoa où il dirige un laboratoire photographique (Labo Men) avec l'aide ponctuelle de ses cinq fils.
Pierrot Men expose chaque année ses photographies dans les principales villes de Madagascar, en Europe, en Afrique et aux États-Unis. L’origine de sa carrière remonte à ses années d’adolescence. Il se destinait d'abord à la peinture mais il s'est orienté plus tard vers la photographie sur le conseil d'un ami.
Il a, en particulier, exposé aux Rencontres de la photographie africaine à Bamako en 1991. Il est également lauréat du prix Leica Mothers Jones de San Francisco en 1995 et a obtenu la médaille d’or aux Jeux de la Francophonie de 1997, à Antananarivo.

## Récompenses
- Officier de l'ordre des Arts, des Lettres et de la Culture. Madagascar 2012
- « Programme des Nations Unies sur le Développement, en partenariat avec Canon / Concours Photographique International sur l’Environnement, 1999-2000 », Honorary Mention, Tokyo, Japon, 2000
- Médaille d’Or, « 3es Jeux de la Francophonie », Antananarivo, Madagascar, 1997
- Lauréat du concours « Mother Jones International Fund Documentary Photography » (prix Leica), San Francisco, USA, 1994